# قداديات
القَدَّاديات (الاسم العلمي: Cricetidae) هي فصيلة من القوارض تتبع فيلق الفأراويات. تشبه الفأر وتكثر تربية بعض أنواعه في دول أوروبا وأمريكا. يتميز بوجود جيوب في فمه لحفظ الطعام. تحوي هذه الفصيلة 5 أُسَر موجودة وفصيلة واحدة منقرضة، ويوجد منها 112 جنساً و 580 نوعاً.

## أجناس
- قداد شائع (الاسم العلمي: Cricetus)
- قداد قزمي (الاسم العلمي: Cricetulus)
- قداد متوسط (الاسم العلمي: Mesocricetus)
- قداد حويصلي الساق (الاسم العلمي: Phodopus)
- قداد كوري (الاسم العلمي: Tscherskia)
- قداد كانسو (الاسم العلمي: Cansumys)
- قداد وسط آسيا (الاسم العلمي: Allocricetulus)

## الشكل العام
للقداديات ذيل أقصر بكثير من الجسم، ولهم آذان حادة السمع وأقدام مفلطحة وسيقان مكتنزة وقصيرة. لهم فراء حريري يمكن أن يكون طويلاً أوقصيراً، متعدد الألوان ما بين الأبيض والأسود والعسلي والرمادي والأصفر أو مزيج ما بين هذه الألوان. تتميز أنواع القداديات الروسية والقزمة وبياض الشتاء بأن لها خطاً غامقاً على الظهر. القداديات تتراوح بين 50 ملم إلى 340 ملم، وتتراوح أطوال الذيل 7 حتى 106 ملم. عندما يضع القداد الطعام في جيوب فمه فإن حجمه رأسه من الممكن أن يتضاعف إلى 3 مرات. يتكون العمود الفقري للقداديات من13 فقرة صدرية و 6 فقرات قطنية.

## التاريخ
أدّى عيش القداديات في البرية لعدة قرون إلى تكون جيب فموي لنقل الأغذية للعودة إلى جحرهم نمت مع القداديات فطريا، حاسّتا الشم والسمع بينما تراجعت حاسة البصر لظروف عيشه في المساء. حصلت القداديات على الاسم اللاتيني في العام 1839 عندما سمّى العالم البريطاني جورج ووترهاوس أحد أنواعها، القداد الذهبي، باسمه اللاتيني Cricetus auratus. وفي العام 1930 استطاع العلماء تدجين وتربية وإنتاج القداديات.

## التوزيع الجغرافي
يمتد موقع القداد من وسط أوروبا إلى سيبيريا ومنغوليا والصين وكوريا الشمالية شمالاً، ومن سوريا إلى باكستان جنوباً، تعيش القداديات في الصحارى على الحدود والكثبان والتلال وعند سفوح الجبال والشجيرات المنخفضة وأودية الأنهار والمراعي، وتعيش بعض القداديات في المزارع، كل نوع من القداديات يتمركز في منطقة ما، فعلى سبيل المثال القداد الأوروبي يعيش في وسط أوروبا وغرب سيبيريا وشمال غرب الصين، والقداد السوري يعيش فقط في منطقة محدودة شمال سوريا.

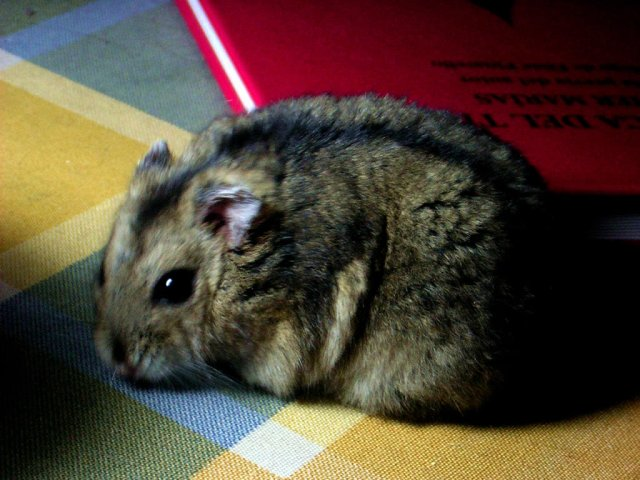
قداد روسي

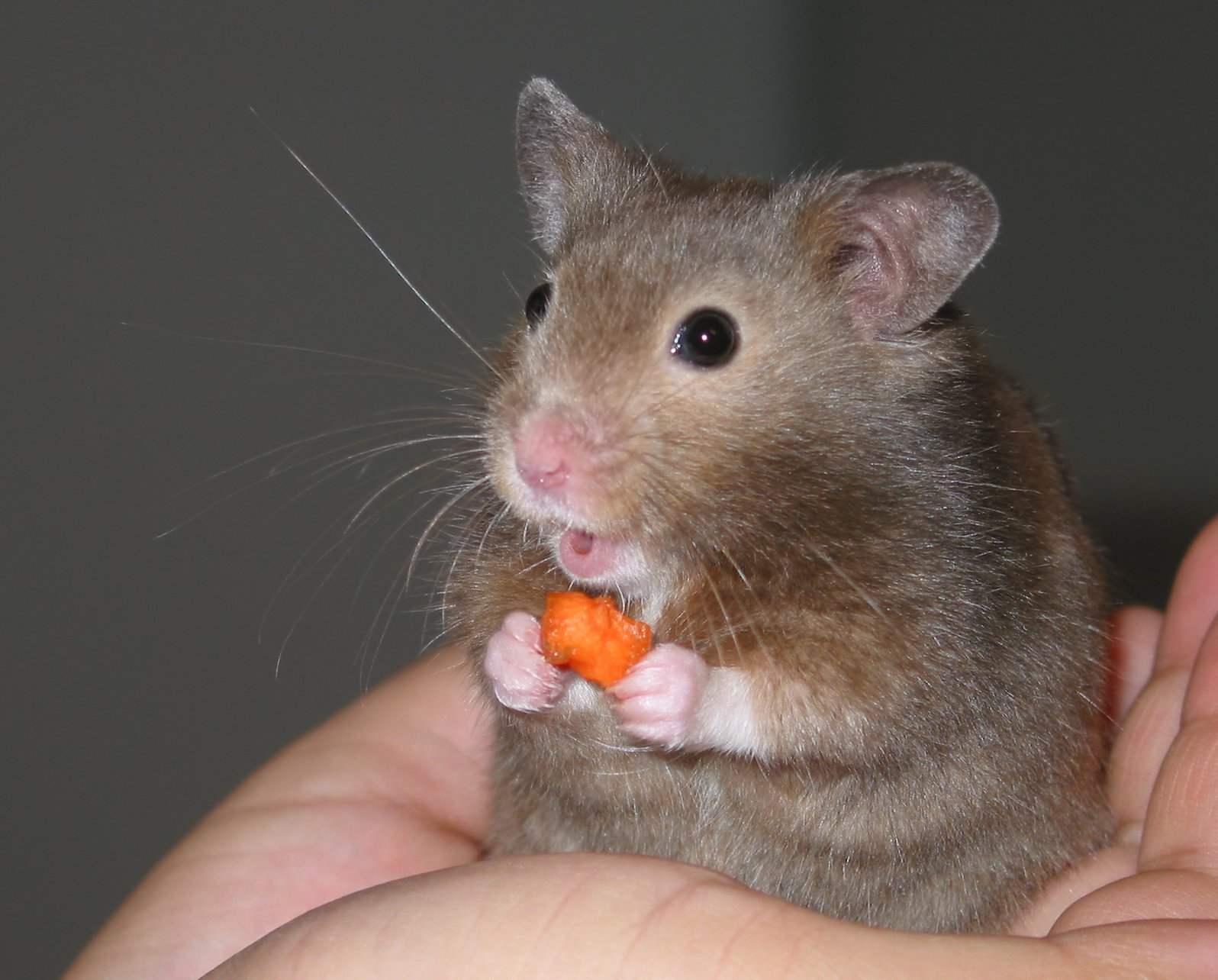
قداد يتناول قطعة جزر

- القداد السوري: موطنه الأصلي هو صحراء الشرق الأوسط. تكيّفت إمكانياته مع ظروف حياته، فهو يتمتع بكِلى تزيد من تركيز بوله وذلك لشدة الحر في تلك الدول، ويتميز برائحة بوله النفادة وكبر حجمه مقارنة بالأنواع الأخرى من القداديات ويحب أن يعيش منفرداً. لا يملك فراءً على أقدامه وفروه غزير وكثيف. يعيش 3 سنوات. قد يصل طوله إلى 18 سنتيمتر. يعتبر النوع النموذجي لأسرة القداديات.
- القداد الروسي: موطنه الأصلي روسيا. صغير الحجم ويحب أن يعيش على شكل أزواج، وينصح به للمبتدئين في تربية القداد لاستقلايته في العيش، فهو لا يحتاج إلى الإنسان بصورة مستمرة. وله شريط غامق يمتد من الرأس للذيل. يعيش نحو سنة ونصف. ويعتبر نوعا بياض الشتاء والقداد القزم والقداد الصيني متفرعان منه.
- قداد بياض الشتاء: لهم شريط غامق اللون يمتد من الرأس إلى الذيل. قد يعيش في الأسر حوالي سنة ونصف. يتحوّل معطفه إلى اللون الأبيض في البرية أيام الشتاء والملاحظ أن التغيير لا يحدث إلا في البرية.
- القداد القزم: أصغر أنواع القداديات، يتراوح طوله ما بين 5,5 و 10،5 سنتيمتر وله شريط غامق يمتد من الرأس لذيل. يعيش من 2-3 سنوات.
- القداد الصيني: يشبه القداد الروسي، له ذيل بطول 4سنتيمتر. وله شريط غامق يمتد من الرأس للذيل. يعيش ما بين سنة ونصف إلى ثلاث سنوات.

## التغذية
تتغذى القداديات على تشكيلة منوعة من الأطعمة، فهي تستطيع أكل الحبوب وبذور دوار الشمس، الفواكه والخضروات، وحتى اللحم. ورغم هذه التشكيلة الكبيرة والمتنوعة، فإنها لا تستطيع العيش على نوع واحد، فتناول الفواكه والخضروات كغذاء أساسي يسبب لها الإسهال. يمكن لبعض أنواع القداديات أيضا تناول الضفادع الصغيرة، الجذور، والحشرات وفي الطبيعة قد تلجأ القداديات إلى أكل برازها عند عدم توفر الطعام ونقص الحديد.

## التكاثر
تتزاوج القداديات من عمر شهر إلى ثلاثة شهور في بعض الأنواع، وتكون الأنثى الخصبة أقصر عمراً من الذكر (18شهر تقريبا)، موسوم التكاثر يمتد ما بين نيسان / أبريل إلى تشرين الأول. تعرف القداد الصيني بأنه عدواني جداً ضد الذكر عندما تكون حاملاً، وقد تقتل الذكر ولذا يوصي المربّون بفصل الذكر عن الأنثى خلال أيام الحمل وكذلك تفعل الإناث السوريات. يدوم الحمل ما بين16-18 للأنثى السورية، وتلد ما بين1-13 صغيراً في المتوسط ومن18-21 للأنثى الروسية ومن 21-23 يوماً للأنثى الصينية، ومن 32-30 يوماً للأنثى القداد القزم. قد تأكل أنثى القداديات الصغار عند ولادتهم لإحساسها بالخطر أو تضعهم في كيس فمها وحسب. تلد القداديات صغاراً عميان وبلا شعر، وبعد أسبوع يبدأون باستكشاف العش، وبعد ثلاثة أسابيع أو أربعة للقداد القزم، فإنهم سيُفطمون بالكامل.

## القداديات في البرية
القداد السوري يعيش في البرية منفرداً، وقد يحارب حتى الموت عند احتلال أي قداد لمخبئه. تبقى القداديات تحت الأرض طوال النهار، فيما عدا من بضعة أوقات الغروب حين تبحث عن طعامها.
كل القداديات حفارات ممتازة، وتبني الغرف تحت الأرض للنوم وحفظ الطعام وغير ذلك من الاحتياجات. لا تقوم القداديات بعملية البيات الشتوي ولكنها قد تقلل من بعض العمليات الحيوية كنبض القلب والتنفس إلى أدنى حد من سبعة إلى عشرة أيام. تخزن القداديات غذائها في جحورها، وقد تبقى العديد من الأيام بداخل جحورها مع مخزونها من الغذاء.
للقداديات في البرية الكثير من المفترسات مثل:
- القاقوم
- النسر الجارح
- اللواحم من الثدييات
- الثعلب الأحمر
- مالك الحزين
- الغراب
- الغرير الأوراسي
- الثعبان

يمكن أن تكون القداديات عدوانية جداً وهي لا تتوانى عن الدفاع عن أنفسهم ضد الأعداء بقواطعهم الكبيرة ومما يساعدها على ذلك أن لون فروها يساعد على التمويه.

## التأثير على البشر
يكمن التأثير السلبي للقداديات على البشر أنها بعض أنواعها تهاجم المحاصيل وتدمّرها وبذلك تعد آفة للمحاصيل ولكن لها دوراً إيجابياً في أغراض التعليم والبحوثات ويربّي العلماء القداديات لاختبارات الأدوية الجلدية واختبارات الحساسية. كما أن بعض أنواع القداديات قد تربّت في الأسر وأصبحت حيوانات أليفة.

## التربية

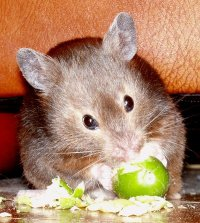
قداد سوري يتناول طعامه

لم يمنع انتماء القداديات لرتبة القوارض من أن تكون من أكثر الحيوانات شعبية اليوم، على عكس الماضي، إذ يُقبل الكثير من الناس على شراء القداديات من محلات الحيوانات الأليفة في كل البلدان وشراء قداد قد ولد عند مربّي يعني معرفة تاريخ الآباء وعمر المولود. أغلب القداديات اليوم هي من سلالة مباشرة من تلك القداديات البرية التي كانت في صحراء الشرق الأوسط. يمكن بسهولة الاحتفاظ بالقداديات في المنزل في أقفاص أو أحواض زجاجية، يكون القفص أسهل من حيث التنقل، ويمكن للقداد أن يستعملها في التسلق وتتوفر في المتاجر أقفاص بها أدوار عدة وأنفاق وسلالم، ولكن الأحواض الزجاجية توفر نظافة وتؤمن عدم تطاير الأوساخ إلى الخارج، وتوفر رؤية واضحة للقداد، القداد القزم يجب أن يتوفر له مكان لا يقل عن 80 بوصة نظراً لنشاطه الكبير. يجب تبطين قفص القداد بنشارة الخشب منعاً لظهور الرائحة، ويجب الامتناع تماماً عن تبطينها بنشارة من الخشب الليفي متوسط الكثافة ونشارة خشب الصنوبريات لأنها تضر بالكبد والجلد والجهاز التنفسي لدى الحيوانات. كغيره من الحيونات، يحتاج القداد إلى حركة ورياضة، توفر له عجلة القداديات إمكانية الجري مسافات طويلة في المكان نفسه، وتوجد أيضا كرات بلاستكية يدخل فيها القداد ويجري بها، ومن ميزاتها أنها تسمح للقداد الحركة في المكان بدون التعرض للمخاطر كالدهس مثلاً، لكن يجب عدم وضع القداد في الكرة أكثر من 30 دقيقة حتى لا يُصاب باستفراغ.